# Crucianella parviflora
Crucianella parviflora är en måreväxtart som beskrevs av Friedrich Ehrendorfer. Crucianella parviflora ingår i släktet Crucianella och familjen måreväxter. Inga underarter finns listade i Catalogue of Life.